# 付氏萤
付氏萤（学名：Sclerotia fui）也称付氏硬萤，萤科仰泳萤属的一种，分布于中国湖北省及上海市等地，模式产地为湖北省武汉市先建村。种加词源自中国学者付新华的姓氏，付新华是中国大陆首位观察研究仰泳萤的学者，他最初发现本种时误鉴定为条背萤（Sclerotia substriata）。
本种于2023年被收录入《有重要生态、科学、社会价值的陆生野生动物名录》。